# 西神南站
西神南站（日语：／ Seishin-Minami eki */?）是一個位於日本兵庫縣神戶市西區井吹台東町一丁目，屬於神戶市營地下鐵西神·山手線的鐵路車站。車站編號是S16。車站主題是「彩虹」。

## 歷史
- 1993年（平成5年）
  - 3月20日：此站開始營業[1]。另外，同日3000型（日语：神戸市交通局3000形電車）開始運行。
- 1995年（平成7年）
  - 1月17日：受阪神大地震影響無法通行。
  - 1月18日：恢復營業。

## 車站結構
地上2樓有大堂和閘口，地上1樓月台位於跨站式站房。
地上1樓的月台是島式月台1面2線。另外，軌道面的海拔約為90公尺。

### 月台配置
| 月台 | 路線         | 目的地                 |
| ---- | ------------ | ---------------------- |
| 1    | 西神・山手線 | 三宮、新神戶、谷上方向 |
| 2    | 西神・山手線 | 往西神中央             |

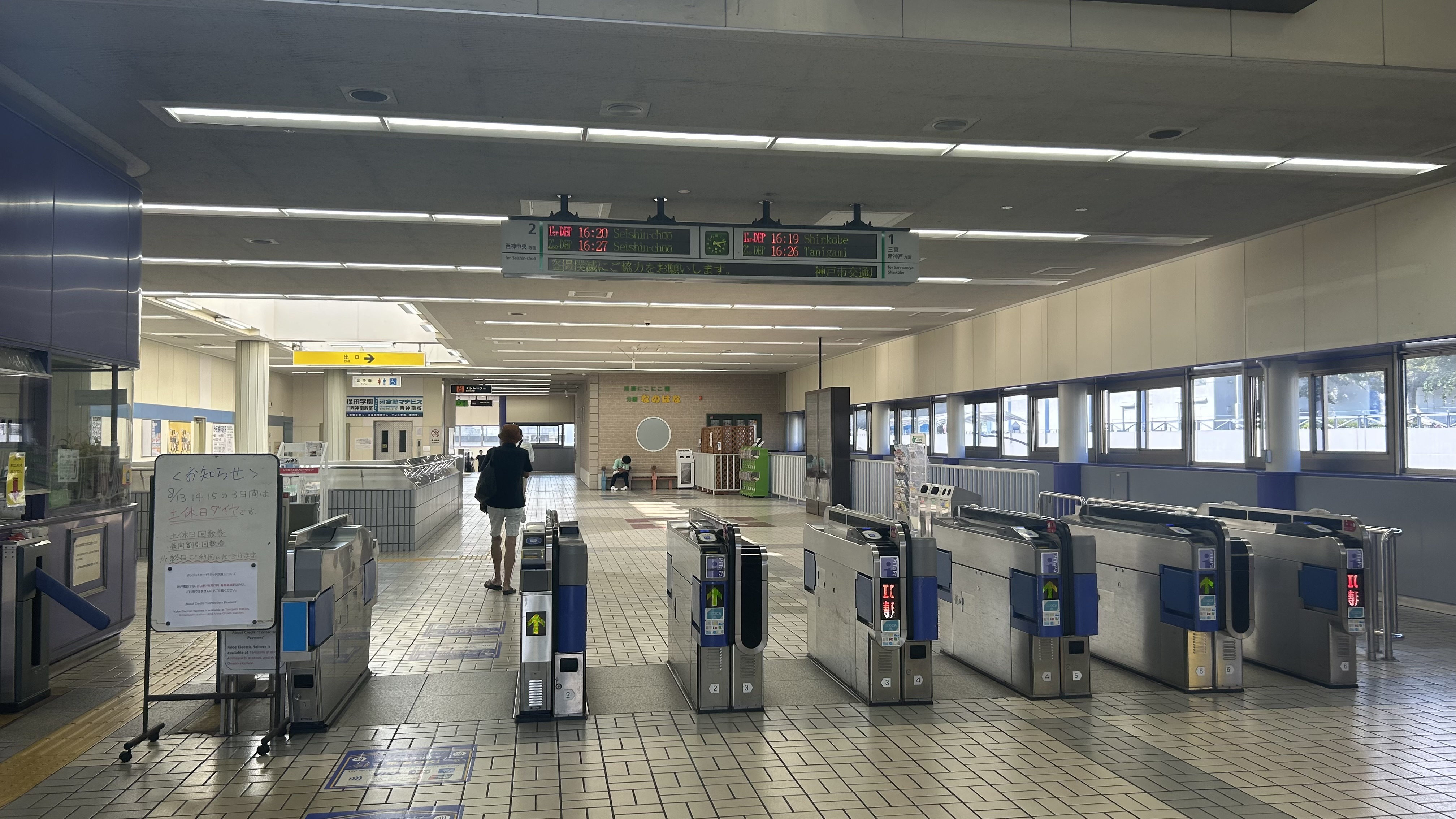
检票口
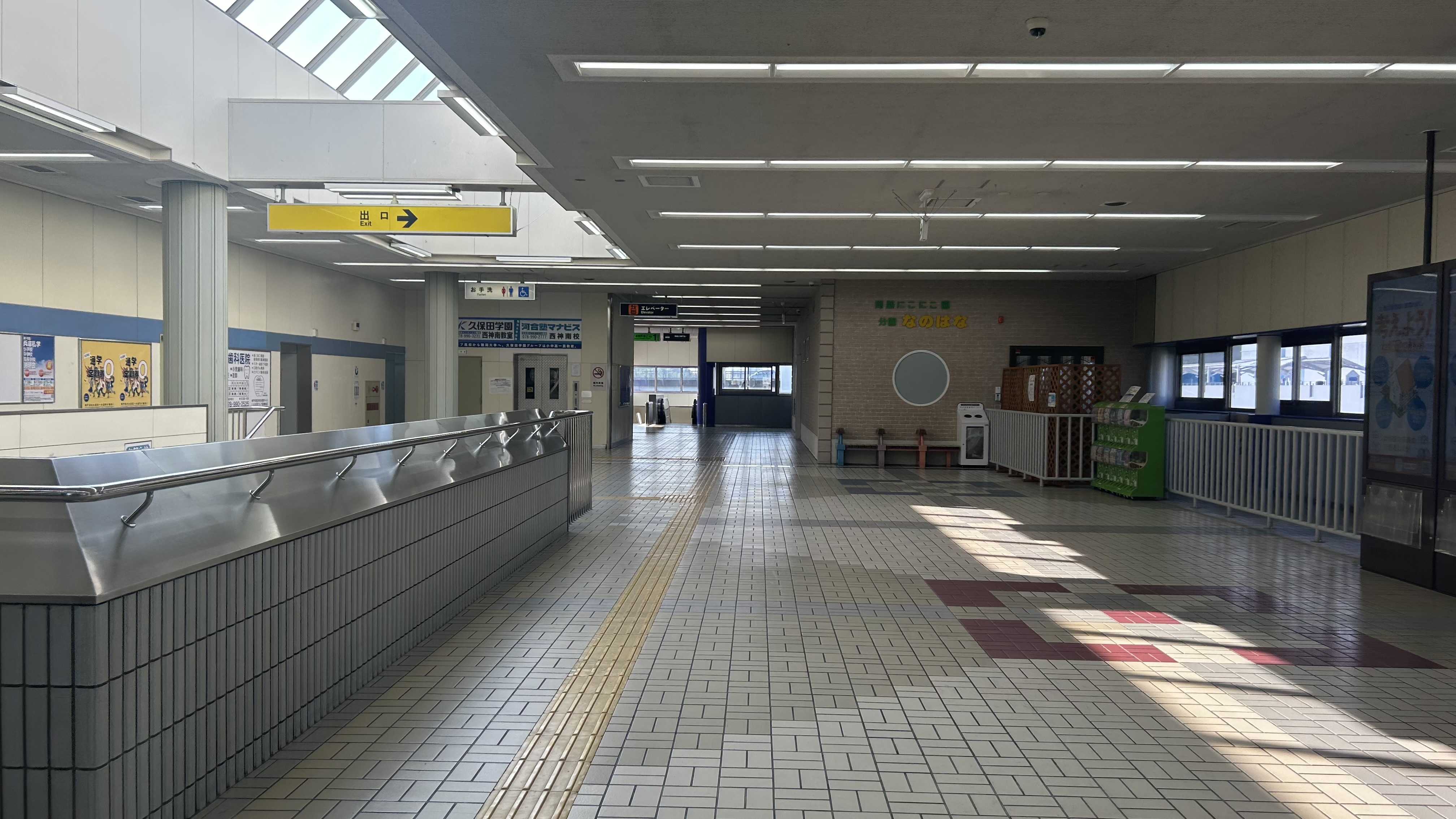
检票口内
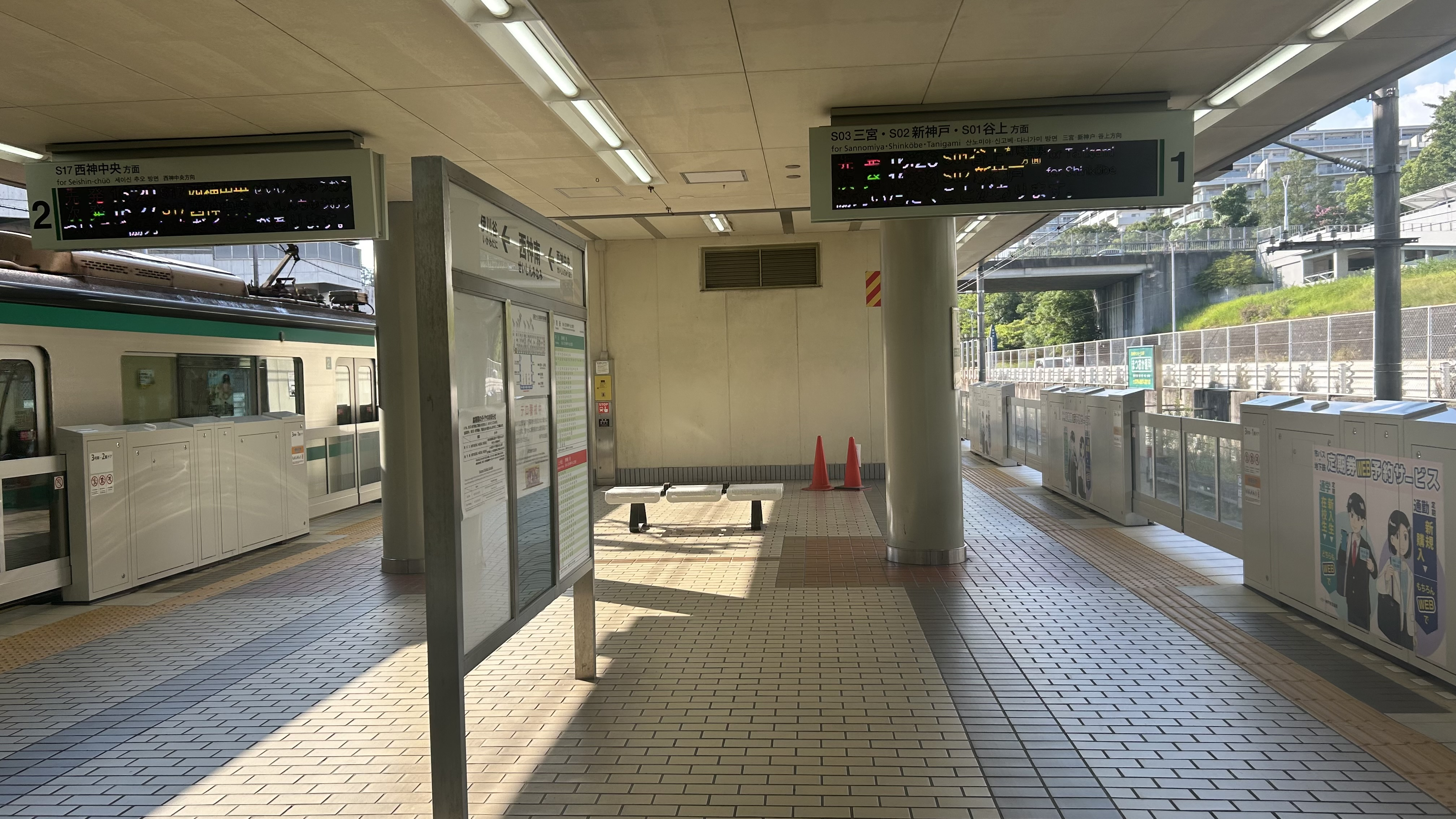
月台

## 使用情況
2016年（平成28年）度1日平均上車人次為13,313人。開業以後，近年有增加傾向。
近年1日平均上車人次推移如下表。
| 年度               | 1日平均 上車人次 |
| ------------------ | ---------------- |
| 1995年（平成07年） | 4,130            |
| 1996年（平成08年） | 4,493            |
| 1997年（平成09年） | 5,411            |
| 1998年（平成10年） | 6,243            |
| 1999年（平成11年） | 6,725            |
| 2000年（平成12年） | 7,164            |
| 2001年（平成13年） | 9,642            |
| 2002年（平成14年） | 9,881            |
| 2003年（平成15年） | 9,965            |
| 2004年（平成16年） | 10,022           |
| 2005年（平成17年） | 10,357           |
| 2006年（平成18年） | 10,909           |
| 2007年（平成19年） | 11,511           |
| 2008年（平成20年） | 12,014           |
| 2009年（平成21年） | 11,967           |
| 2010年（平成22年） | 12,245           |
| 2011年（平成23年） | 12,522           |
| 2012年（平成24年） | 12,856           |
| 2013年（平成25年） | 12,982           |
| 2014年（平成26年） | 13,050           |
| 2015年（平成27年） | 13,302           |
| 2016年（平成28年） | 13,313           |

## 相鄰車站
神戶市交通局（神戶市營地下鐵）
西神·山手線
伊川谷（S15）－西神南（S16）－西神中央（S17）

## 外部連結
- 西神南站 （页面存档备份，存于） - 神戶市交通局